# 樓曾瑞
樓曾瑞（英語：Lour Tsang Tsay Lawrence，1947年—），祖籍上海，是前香港英文中學聯會主席，亦是迦密主恩中學的創校校長、迦密中學前副校長，現為明光社主席及靈實恩光學校校監。樓曾瑞接受《明報》訪問時，曾表示不滿香港總督彭定康被改綽號的現象。指責新一代的道德水平嚴重受到傳媒影響，令學生不再尊師重道，「港督都可以叫做肥彭，校長又是什麼？為什麼不可以替老師改花名？」樓曾瑞並表示，「我們根本不夠人（傳媒）講，學校怎樣講都不及學生看一齣『四仔』，第一次看會怕羞，看多幾次就什麼都識啦！」此外，他曾對田北辰於2005年的教學語言諮詢文件表達不滿。他於12歲時來港生活，1960年轉到蘇浙公學就讀中一下學期，畢業於聖保羅男女中學（1964年中五、1966年中七），升讀香港大學，並在1981年畢業於香港中文大學數學系。